# Christian Wilp
Christian Wilp (* 28. Dezember 1964 in Greven) ist ein deutscher Fernsehjournalist und Korrespondent. 

## Werdegang
Nach dem Abitur in Greven (Gymnasium Augustinianum) absolvierte Wilp ein Volontariat bei den Westfälischen Nachrichten. Anschließend studierte er ab 1988 Politikwissenschaft, Publizistik, Geographie und Kunstgeschichte. Nach zweijähriger Tätigkeit als fester freier Mitarbeiter der ZDF-Nachrichtensendung Heute und des Landesstudios Münster des Westdeutschen Rundfunks wurde er Redakteur in der Redaktion des Nachrichtensenders n-tv in Berlin, wo er 1999 zum Parlamentskorrespondenten avancierte.
2003 übernahm Wilp als USA-Auslandskorrespondent den Aufbau und die Leitung des n-tv-Studios in Washington, D. C. Er war Mitglied des  White House Press Corps und Mitbegründer und Präsident der White House Foreign Press Group, der ersten ausländischen Journalistenvereinigung in der Geschichte des Weißen Hauses. Wilp berichtete u. a. über die Präsidentschaftswahlen 2004 und 2008, Hurrikan Katrina 2005, die Ölpest im Golf von Mexiko 2010 und den Ausbruch des Vulkans Eyjafjallajökull auf Island 2010.
2011 wechselte Wilp zur Infonetwork GmbH nach Berlin. Im Hauptstadtstudio von RTL und n-tv ist er als Chefkorrespondent tätig.